# Banishing : La Demeure du mal
Pour plus de détails, voir Fiche technique et Distribution.
Banishing : La Demeure du mal (The Banishing) est un film d'horreur britannique réalisé par Christopher Smith, sorti en 2020.

## Synopsis
En 1938, chargé par l'évêque Malachi de redonner la foi au village de Morley, un révérend, Linus, s'y installe, précisément dans un presbytère, avec son épouse Marianne et leur petite fille, Adelaide. Croyant, Linus est persuadé que le plaisir charnel est un péché et son abstinence le pousse à craindre que sa femme le trompe avec un autre homme. Cependant, rapidement, il rencontre un certain Harry Reed qui lui raconte qu'un prêtre a vécu dans son manoir et qu'il a assassiné sa femme. Une révélation qui va perturber la famille car Linus a des hallucinations de Marianne en train de commettre un adultère tandis que Adelaide parle à un être invisible qu'elle prétend être sa vraie mère. Inquiète, Marianne se tourne dès lors vers Reed qui s'avère être un occultiste spécialisé dans la magie noire...

## Fiche technique
Sauf indication contraire, les informations mentionnées dans cette section peuvent être confirmées par la base de données cinématographiques IMDb,  présente dans la section « Liens externes ».
- Titre original : The Banishing
- Titre français : Banishing : La Demeure du mal[1],[2]
- Réalisation : Christopher Smith
- Scénario : David Beton, Ray Bogdanovich et Dean Lines
- Musique : Toydrum
- Décors : Chris Richmond
- Costumes : Lance Milligan
- Photographie : Sarah Cunningham
- Montage : Richard Smither
- Production : Maya Amsellem, Laurie Cook, Sharon Harel et Jason Newmark
- Production déléguée : Violaine Barbaroux, David Beton, Manuel Chiche, Aurélie Dusausoy, Ed Fraiman, Hannah Leader, Alistair MacLean-Clark, Adam Nagel, Beata Saboova, Bastien Sirodot, Ken Steele et Nick Wild
- Coproduction : Neil Jones
- Société de production : WestEnd Films
- Société de distribution : Vertigo Films
- Pays de production :  Royaume-Uni
- Langue originale : anglais
- Format : couleur - 2.35:1
- Genres : horreur, thriller
- Durée : 97 minutes
- Dates de sortie :
  - Espagne : 12 octobre 2020 (Festival international du film de Catalogne)
  - Royaume-Uni : 26 mars 2021
  - France : 25 août 2021 (vidéo)

## Distribution
- Jessica Brown Findlay : Marianne
- John Heffernan : Linus
- John Lynch : Malachi
- Sean Harris : Harry Reed
- Anya McKenna-Bruce : Adelaide

## Production

### Choix des interprètes
En octobre 2018, on apprend que Jessica Brown Findlay et Sean Harris sont engagés au film.

### Tournage
Le tournage commence le 5 novembre 2018, dans le Yorkshire du Nord et dans le Surrey.